# 1840 Hus
1840 Hus è un asteroide della fascia principale. Scoperto nel 1971, presenta un'orbita caratterizzata da un semiasse maggiore pari a 2,9176729 UA e da un'eccentricità di 0,0200800, inclinata di 2,41286° rispetto all'eclittica.
L'asteroide è dedicato al teologo boemo Jan Hus.